# わが人生は愛と喜び
『わが人生は愛と喜び』（わがじんせいはあいとよろこび、ドイツ語: Mein Lebenslauf ist Lieb' und Lust）作品263は、ヨーゼフ・シュトラウスが作曲したウィンナ・ワルツ。 原題の直訳は『わが履歴書は親愛と欲望』である。

## 楽曲解説
ワルツ『水彩画』（作品258）と同時期の作品である。ウィーン大学の学生たちのために作曲され、1869年2月7日に宮廷大舞踏会場「学生舞踏会」で初演された。演奏後に学生たちの喝采が鳴りやまなかったため、続いて演奏される予定だったポルカ・マズルカ『からかい』（作品262）の出番を翌日に追いやったという。なお、この日には、弟であるエドゥアルト・シュトラウス1世のポルカ・フランセーズ『学生の戯れ』（作品48）も初演され、こちらも好評を博したという。
ただし、フランツ・マイラーの研究によると、『わが人生は愛と喜び』の初演に関してのウィーンの新聞の記事はほとんど無く、1869年2月7日に、どの曲が実際に演奏されたかは解らないという（翌日の初演に先だって『からかい』が演奏された可能性も十分ある）。確認されている唯一の批評は、『フレムデン・ブラット』紙による次のようなものである。
| 「 | ヨーゼフ・シュトラウスの『わが人生は愛と喜び』は好ましいワルツではない。エドゥアルト・シュトラウスの『学生の戯れ』のほうが好ましい。 | 」 |

好評だったか不評だったか確かなことは分からないが、いずれにせよこのワルツはその後すっかり忘れられた。しかし1931年のドイツ映画『会議は踊る』において、「無名の作曲家の古き良きウィーンのメロディー」として劇中音楽のひとつに旋律の大部分が採り入れられた。これが契機となって広く世界に知られることとなり、さらに作曲者がワルツ王の弟のヨーゼフ・シュトラウスだったことも思い出され、今日では『天体の音楽』や『オーストリアの村つばめ』などとともに作曲者の代表的なワルツ作品のひとつに数えられている。

## 構成
序奏、5つの小ワルツ、コーダからなる。演奏時間はおよそ8分。
なお、初演の際に演奏されたのは原典第1版で、現在演奏される第2版（オーケストラのパート譜）とは、強弱、一部の音程、スラー、スタカートなどで、かなりの違いがある。原典第1版では、最初の第1ワルツAの出だしが、ピアノで静かに、1オクターブ低く演奏される。

### 序奏
学生舞踏会に献呈されたワルツであるため、序奏にはドイツの学生歌『午前中に（勉強する）』が引用されている。

### 第1ワルツ
Aパート

### 第3ワルツ
Bパート

### 第4ワルツ
Aパート

### コーダ
コーダには、序奏と同じようにドイツの学生歌『酒の歌』が引用されている。なお、『わが人生は愛と喜び』という曲名はこの『酒の歌』の歌詞の出だしの部分から採られたものである。映画『会議は踊る』では『Das muss ein Stück vom Himmel sein（これは天国のカケラに違いない）』という曲名になっているが、日本語では『新しい酒の歌』という邦題が付けられた。